# محتوى رقمي

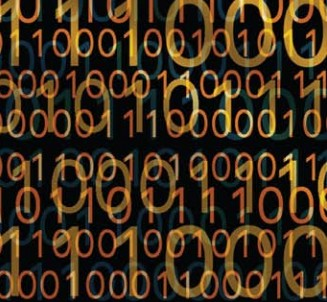

المحتوى الرقمي أي محتوى ضمن بيانات رقمية مخزنة بصيغة ثنائية الترميز أو تماثلية، لكن بتحديد أعمق يمكن القول بأنه يتمثل بالقيمة المعرفية المضافة المعبر عنها بلغة ما، والمضمّن في ملفاتِ وسائطَ متعددة.
إن استثناء الشرط السابق يوسع نطاق تعريف المحتوى الرقمي ليشمل جميع ملفات أجهزة الكمبيوتر، الكتب الالكترونية، الخرائط وحتى منشورات الفيسبوك وإن كانت لا تضيف أي قيمة معرفية جديدة.
كذلك القول أي لغة يشمل التعميم اللغات الطبيعية، لغات البرمجة، لغة الإشارة، الإيماء والرقص الإيحائي بما يقتضيه التعريف العام للغة على أنها نسق من الإشارات والرموز، تشكل أداة من أدوات المعرفة للبشر خاصةً.

## تاريخ المحتوى الرقمي
يرتبط ظهور المحتوى الرقمي ارتباطاً وثيقاً بظهور الوب وشبكة الإنترنت، وذلك في أواخر القرن العشرين 1990؛ حيث كان مختزناً بشكل رئيسٍ على أجهزة الكمبيوتر وعلى الشبكة، ثم تطورت بظهور تقنيات جديدة مثل تطبيقاتالموبايل. ومع سهولة تشارك وتحرير المحتوى ظهرت المشاكل المتعلقة بحقوق الملكية والإغراق المعرفي إضافة لضرورة التحقق من المصدر.
الآن يتزايد المحتوى بشكل كبير ومضطرد؛ وربما يمكن القول بأنه يختزن المعارف البشرية.

## أنواع المحتوى الرقمي
- الصور مثل موقع إنستغرام أو بيكساباي أو حتى الصور الشخصية المخزنة على جهاز الموبايل أو الكمبيوتر الشخصي.
- الفيديو مثل موقع يوتيوب أو فيميو.
- المقاطع الصوتية مثل الأغاني.
- النصوص مثل الكتب الإلكترونية وموسوعة ويكيبيديا.

## تسعير المحتوى الرقمي
يتوجب على المستهلكين الدفع لمشاهدة الأفلام مثلاً ولشراء الكتب، ولا يوجد استرتيجية واضحة للتقييم أو التسعير؛ لكن في كثير من الأحيان فإن سلوك القطيع هو من يحدد سعر وقيمة المحتوى وليس جودة المحتوى وذلك طبعاً في المجالات التي تنعدم فيها جهات المعيرة. وحسب إحصائية في عام 2013 فإن تجارة المحتوى الرقمي وصلت إلى 57 مليار دولار، بزيادة بلغت 30% عن العام السابق 2012.

## صناعة المحتوى
غالباً ما يتم اعتبار المحتوى -إذا لم يتم إهمال شرط القيمة المعرفية المضافة- كمعيار لتطور وثقافة الأمم؛ وهناك اهتمام كبير عالمياً -وليس عربياً- بالمحتوى الرقمي، وإذا علمنا أن ما تنتجه إسبانيا سنوياً من المحتوى يتجاوز ما ألفه العرب عبر تاريخهم بالكامل فيمكن اعتبار المحتوى الرقمي العربي معدوماً نسبياً؛ وإن إنتاج المحتوى لن يتم بمبادرات فردية أو من مؤسسة هنا وهناك مفصولة زمانياً وجغرافياً؛ بل يحتاج إلى صناعة ومعايير وتفعيل دور الجامعات ومراكز الدراسات والمؤسسات البحثية.